# Heinz Röthke
Heinz Röthke (* 19. Januar 1912 in Mürow; † 14. Juli 1966 in Wolfsburg) war als SS-Obersturmführer gemeinsam mit Theodor Dannecker einer der Hauptverantwortlichen für die Deportation der Juden aus Frankreich, die in den Jahren 1940 bis 1944 stattfand.

## Leben
Röthke trat zum 1. Dezember 1932 der NSDAP bei (Mitgliedsnummer 1.397.694). Er war nach Abschluss seines Jurastudiums zunächst Regierungsrat im Münchner Regierungspräsidium. Während der deutschen Besatzung Frankreichs war er zunächst in Brest Kriegsverwaltungsrat, bevor er im Frühjahr 1942 stellvertretender Leiter unter Theodor Dannecker und im Juli 1942 schließlich Leiter des sogenannten Judenreferates der Gestapo in Paris wurde. Die Anleitung und Beauftragung zu den jeweils für Frankreich zu treffenden Maßnahmen erhielt er durch das Reichssicherheitshauptamt, IV B A, das von Adolf Eichmann geführt wurde. Diesem war Röthke auch zur Berichterstattung verpflichtet. Gegenüber dem Befehlshaber der Sicherheitspolizei und des Sicherheitsdienstes (BdS), SS-Standartenführer Helmut Knochen und dessen Vorgänger Walter Hammer war er zur Abstimmung der konkreten Maßnahmen sowie der Art und Weise der Judenverfolgung rechenschaftspflichtig. Seine aktive Rolle bei den Deportationen ins Vernichtungslager Auschwitz geht auch aus seinem Fernschreiben vom 5. November 1942 an das Reichssicherheitshauptamt hervor: 
„Am 5.11.1942 wurden in Paris 1100 Juden griechischer Staatsangehörigkeit festgenommen. Infolgedessen wird es notwendig, daß noch ein vierter Transport am Mittwoch, den 11.11.1942 nach Auschwitz abgeht“.
Röthke lebte nach Kriegsende in Wolfsburg und arbeitete dort unbehelligt als Rechtsberater. Ab Oktober 1961 erhielt er eine monatliche Pension durch den Freistaat Bayern, aufgrund seiner Stelle während des Krieges in Traunstein, welche er aber nie angetreten hat. Röthke starb im Juli 1966 in Wolfsburg. Laut Serge Klarsfeld wurde er nach 1945 in Frankreich in Abwesenheit zum Tod verurteilt.